# 拟长身鱊
拟长身鱊（学名：Acheilognathus elongatoides），是輻鰭魚綱鯉形目鱊科鱊属一种，分布于越南北部淡水水域。本种由瑞士学者莫里斯·科特拉特于2001年描述发表。體長可達9.8公分，生活習性不明。